# Stadio atletico Indira Gandhi
Lo stadio atletico Indira Gandhi (in inglese Indira Gandhi Athletic Stadium) è un impianto polivalente situato a Guwahati. Lo stadio viene usato principalmente per le gare casalinghe del NorthEast Utd. L'impianto ha una capienza di 35 000 posti a sedere. È intitolato a Indira Gandhi, quarto Primo ministro indiano.